# مارسيا راسيل
مارسيا راسيل (بالإنجليزية: Marcia Russell)‏ هي صحفية نيوزيلندية، ولدت في 1940، وتوفيت في 1 ديسمبر 2012.